# Coeligena iris
Coeligena iris là một loài chim trong họ Trochilidae.

## Hình ảnh

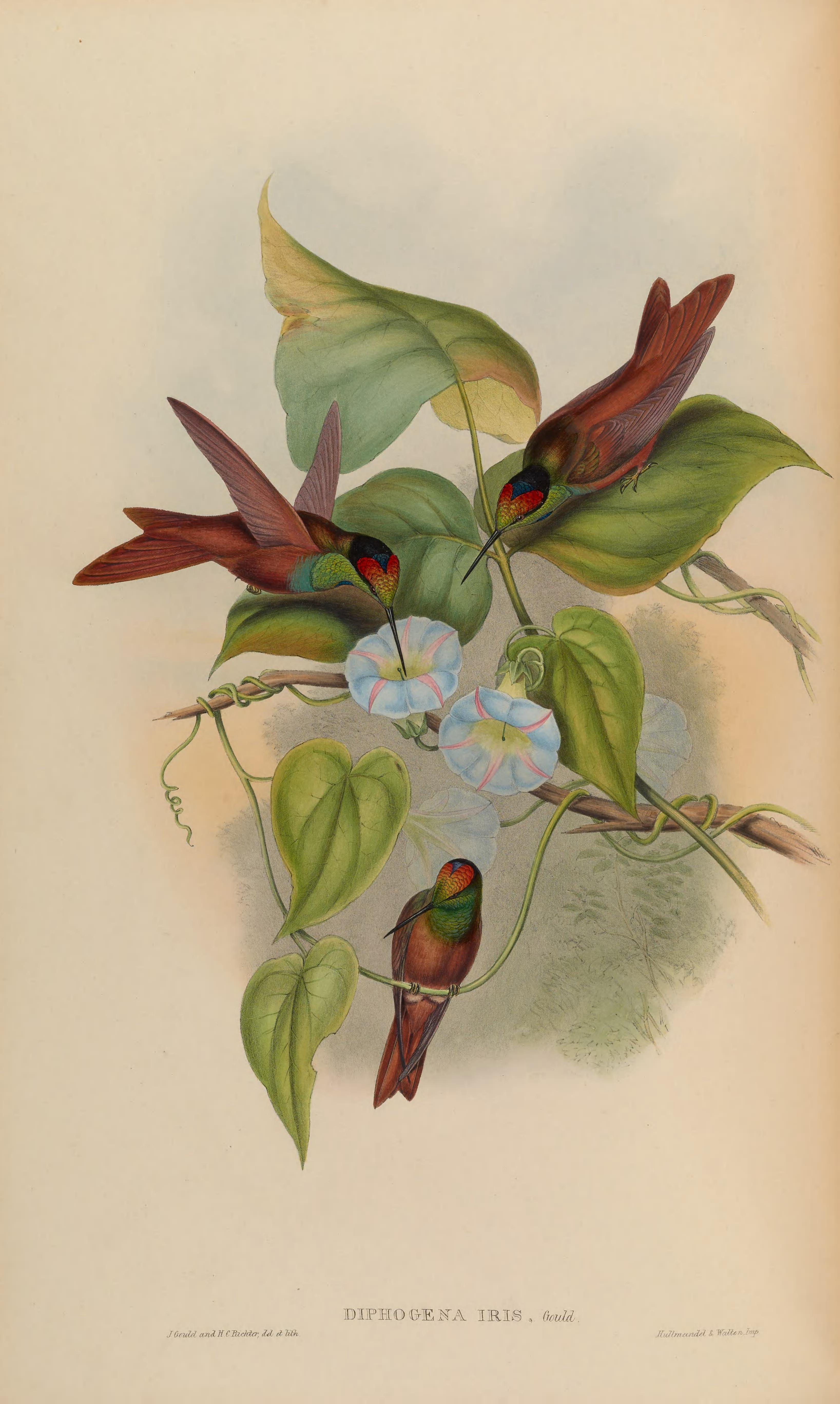
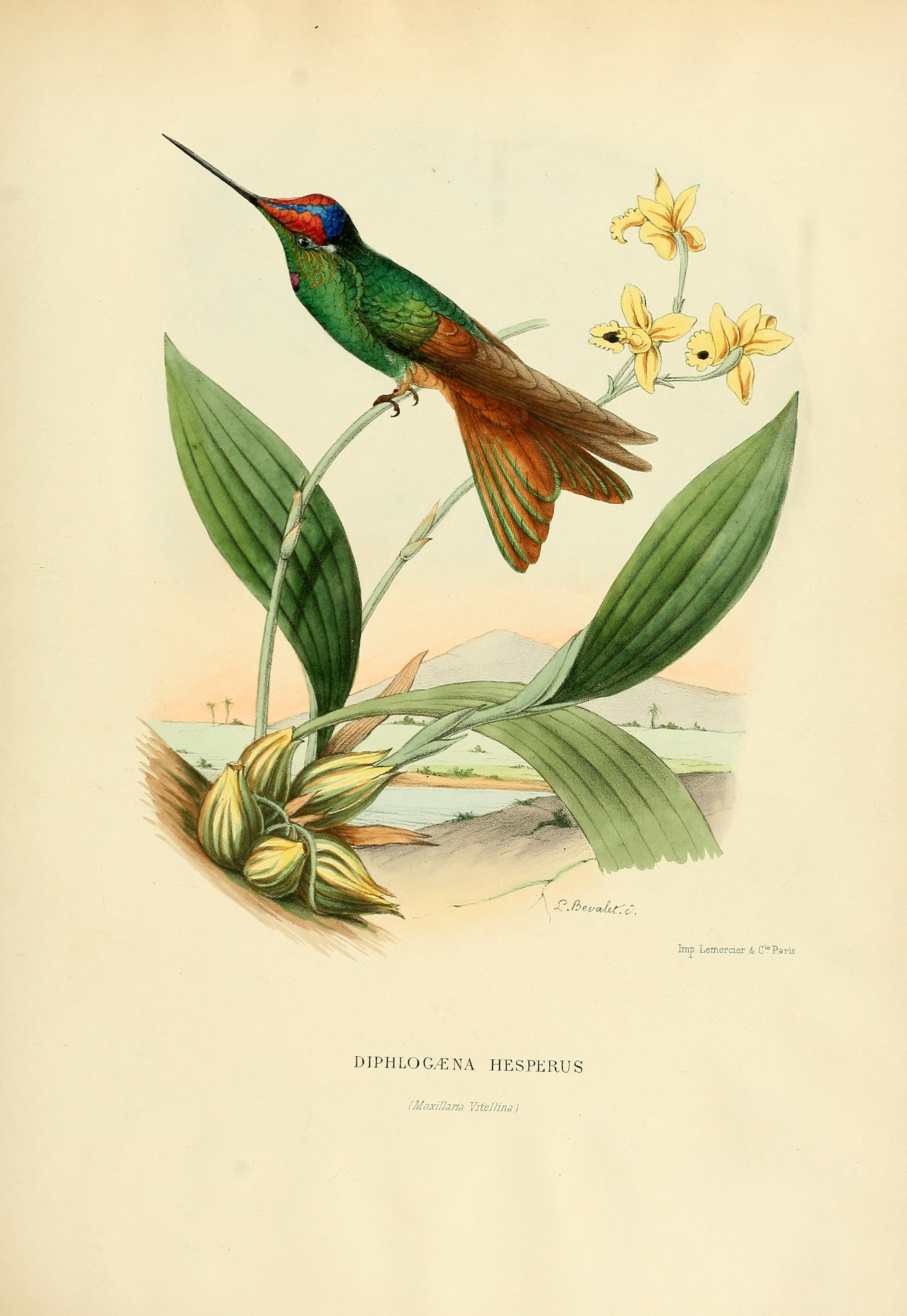